# Fotoperiodisme (fotografia)
El fotoperiodisme, periodisme fotogràfic, periodisme gràfic, fotoreportatge o reportatge gràfic és un gènere de fotografia i també de periodisme. Els professionals que s'hi dediquen són coneguts generalment com a fotoperiodistes o reporters gràfics, i solen ser fotògrafs o periodistes especialitzats en aquesta disciplina; el reportatge fotogràfic és la història que expliquen amb fotografies, a partir d'un determinat succés i de l'impacte que aquest causa en la gent.
Es diferencia d'altres branques fotogràfiques especialment per la seva narrativa i objectivitat. El perfil del fotoperiodista implica un interès per la fotografia, domini tècnic del mitjà, i sensibilitat visual, a més d'un coneixement de l'actualitat política, social i cultural.

## Història
El fotoperiodisme va néixer a finals del segle xix, de la necessitat que tenia la premsa de mostrar les imatges de les notícies que publicava d'una manera més realista i fidedigna, alhora que reduïa el temps del procés d'impressió d'imatges.
Atès que les tècniques d'impressió del moment no permetien reproduir les fotografies, les primeres imatges impreses en diaris no eren fotografies modificades. Així, alguns consideren la primera fotografia periodística la que va publicar l'any 1842 The Illustrated London News, mentre que altres opinen que va ser la que el Daily Graphic de Nova York va mostrar el 1880.
D'ençà llavors, s'ha desenvolupat gràcies al fet que el periodisme ha integrat la imatge com mitjà objectiu i representatiu d'un fet.

### Orígens
La primera imatge que pot ser considerada el primer document de la premsa il·lustrada va ser la que va aparèixer l'any 1842 a The Illustrated London News, i era un dibuix que mostrava l'intent d'assassinat de la Reina Victòria, profetitzant el caràcter violent que prendrien moltes de les fotografies periodístiques que l'han seguida. Malgrat ja feia anys que existien els daguerreotips encara no existien càmeres capaces de captar el moment i, per tant, les il·lustracions dels diaris eren versions d'artistes a partir de dibuixos o fotografies, que havien de ser reelaborats per a ser impressos.
A més de la manca d'entusiasme de certs sectors per les il·lustracions publicades, el reportatge fotogràfic havia de superar altres reptes, entre els quals es trobava el problema de com fer arribar la fotografia a la pàgina impresa. Durant els anys 50 del segle xix els diaris Frank Leslie's Illustrated Newspaper i Harper's Weekly ja havien començat a reproduir fotografies dels esdeveniments rellevants a les seves pàgines; ho feien pel mètode habitual de reproducció en aquells moments a Anglaterra i als Estats Units, que consistia a passar les fotografies a dibuix i després a gravat en fusta, i llavors ja eren aptes per a ser impreses.
El procés d'impressió de diaris i revistes no podia reproduir fotografies al costat de text, ja que només es podien imprimir els tons plens (blanc i negre), i no els mitjos tons (valors intermedis de gris). Així, doncs, el procediment era el següent: l'artista anava a l'escenari dels fets i en feia un esbós, del qual posteriorment en treia un dibuix de línies gruixudes apte per a ser gravat, i el copiava sobre una peça de fusta; l'artesà retallava la fusta deixant les línies, s'imprimia en argila i se'n treia un motlle de metall que, finalment, era apte per a col·locar-se a la impremta i treure'n múltiples còpies. El fotògraf es limitava a proporcionar-li a l'artesà el material amb el que havia de treballar, substituint l'esbós inicial.
Malgrat els daguerreotips ja havien començat a expandir-se per Europa i Amèrica el 1838, i l'ús de la càmera gaudia de gran popularitat des de la dècada de 1840, això no va revolucionar el periodisme il·lustrat atès al procés d'impressió que se seguia. De tota manera, es considera que els pioners del fotoperiodisme van ser els reporters que van assistir a la Guerra de Crimea (1853-1856) (William Simpson, de l'Illustrated London News, i Roger Fenton) i a la de Secessió dels Estats Units (Mathew Brady, del Harper's Weekly), les obres dels quals van ser publicades en gravats.
Durant la segona meitat del segle xix, els principals esdeveniments mundials van quedar ben documentats en material fotogràfic de l'època, especialment els personatges històrics, les confrontacions armades, i d'altres fets polítics. Atès que els lectors demanaven representacions més realistes va ser necessari que aquestes primeres fotos fossin exposades en galeries d'art o copiades fotogràficament en nombres limitats, pràctiques encara vigents en els nostres dies.
El 4 de març de 1880 el Daily Graphic de Nova York va fer la primera publicació de notícies amb fotografies reals de la història. Però era necessari que la tecnologia progressés per tal que el fotoperiodisme agafés força, i a aquesta innovació van seguir-ne d'altres, però no van ser aplicats plenament fins a finals del segle xix. Tot i això, part del públic encara menyspreava l'ús de les il·lustracions a la premsa.
Joseph Pulitzer va adquirir el World el 1883, un improductiu diari de Nova York que va convertir en sensacionalista i, tres anys més tard, en el més lucratiu de la Història. Les seves pàgines estaven plenes d'històries de crims, i Pulitzer va utilitzar la seva idea d'educar els lectors en el gust per les imatges per començar a publicar fotografies que il·lustressin les notícies: escenaris d'assassinats, delinqüents, sospitosos,... i també retrats de ministres, actors, advocats i altres personatges d'interés periodístic dels cercles polític i social; les il·lustracions del seu diari van esdevenir l'element més important d'aquest.
Mentre Pulitzer es guanyava el favor del públic, la tecnologia va aportar els avenços necessaris perquè el fotoperiodisme seguís progressant. El 1887 es va inventar el primer flaix a Alemanya (el Blitzlichtpulver), cosa que va permetre que els fotògrafs poguessin fer preses en interiors i en condicions pobres de llum. A finals del segle es va popularitzar l'ús de càmeres portàtils més perfeccionades i plaques més fàcils d'utilitzar, i també el rodet de pel·lícula fotogràfica.
Però el progrés tècnic més important va ser el perfeccionament, el 1897, del sistema que permetia reproduir fotografies directament a les pàgines del diari, sense haver de passar-les prèviament a gravat. Aquesta tècnica permetia reproduir els mitjos tons de les fotos gràcies a la utilització d'un vidre amb una trama que dividia en punts la imatge i que deixava passar quantitats grans (gris fosc) o petites (gris clar) de negre, donant la sensació d'imatge real. El 21 de gener d'aquell any el Tribune de Nova York va ser el primer diari de gran tirada en publicar la primera reproducció de mitjos tons.

### Avui dia
Als inicis del segle xxi els diaris imprimeixen amb la tècnica òfset i publicaven fotografies en color, atorgant a la imatge un lloc molt important.

## Tipologies de fotoperiodisme
El fotoperiodisme ens pot informar mitjançant diverses òptiques. Dintre d'aquest hi ha quatre tipologies diferents, que, tot i que representen diferents modalitats de la fotografia, estan fortament relacionats: la fotografia informativa, publicada per mitjans amb una finalitat purament informativa i editorial; la fotografia testimonial, coneguda també com a fotografia documental; l'assaig, una forma autoral d'expressió, opinió i interpretació dels fets, generant un missatge complex amb un punt de subjectivitat i per acabar, la fotoil·lustració.
En el fotoperiodisme el missatge està clarament determinat per objectius informatius, teòricament compromesos amb la societat.

### Fotografia informativa
La primera tipologia respon a les cinc preguntes del periodisme clàssic: Qui?, com?, quan?, a on? I per què? Es troba subjectada al mercat de la notícia i compleix plenament amb els objectius informatius. Caracteritzada pel seu compromís amb "la realitat", un dels seus grans paradigmes és la identitat del que s'entén com a "la veritat".
Aquest tipus de fotografia no profunditza en el missatge. La seva prioritat és informar del fet, defugint sovint dels conceptes profunds o de detalls sobre el significat de la notícia. Els principals mitjans de la fotografia informativa són els massius de comunicació, amb una gran cobertura mediàtica i molta rapidesa per a difondre informació a una gran quantitat de gent mitjançant diaris, revistes o altres canals. Una altra de les seves característiques és la immediatesa.
Aquesta es troba subjecta al present i amb el pas del temps va perdent certa vigència, atès que el món evoluciona i canvia diàriament. Per aquesta raó, entre d'altres, els mitjans de comunicació no solen aprofundir gaire en la informació que transmeten, ja que es dona més importància a comunicar que no pas analitzar detalladament.
La foto informativa s'entén com un vehicle de comunicació pels mitjans, els quals atenen a diferents temàtiques d'informació que van acords amb l'interès dels lectors i de les línies editorials del mateix mitjà. En funció dels temes fotografiats es pot dividir aquest subgènere en diferents categories: política, esports, socials, cultura, vida quotidiana, ciència... Amb possibles variacions de temes.

### Fotografia testimonial
Aquesta tipologia tradicionalment és coneguda com a fotografia documental. Neix de la pràctica d'observar fotogràficament qualsevol aspecte del món. Amb la imatge informativa comparteix el compromís amb la realitat, tot i que aquesta, més enllà d'informar sobre una notícia, hi ha una anàlisi d'aquesta. El seu objectiu, a més a més d'informar, és conscienciar i crear un pensament públic, sustentant-se en l'opinió del fotògraf. Els principals canals de difusió d'aquesta tipologia són els fòrums més especialitzats, dirigits a un públic concret i restringit.
Es difon mitjançant revistes temàtiques, seccions especialitzades en mitjans oficials o portals d'internet, entre d'altres. Normalment no es troba en mitjans massius, per la qual cosa té una audiència més limitada que la fotografia informativa.
Un exemple d'aquest tipus d'imatges és el treball d'en Jcob Riis sobre els ghettos novaiorquesos, una fotografia compromesa amb la realitat però que a la vegada descriu fenòmens estructurals i socials que transcendeixen de la immediatesa i la poca implicació del mitjà.
En la fotografia testimonial hi ha una implicació, anàlisi i interpretació de la realitat per part del fotògraf i el temps no és definitori. Molts cops aquest subgènere va lligat a projectes de la denúncia política, injustícies socials o situacions de minories marginades, entre altres coses.

### Assaig
De la mateixa manera que la fotografia documental, l'assaig fotogràfic està clarament subjectat al criteri i opinió de l'autor, qui realitza una anàlisi en profunditat del tema tractat. Constitueix una investigació temàtica iconogràfica, gairebé sempre subordinada al punt de vista del fotògraf, qui expressa la seva forma de pensar en la manera en què explica el missatge.
Amb una gran semblança amb tipologia escrita, el nucli de l'assaig fotogràfic és la tesi de l'autor i el posicionament que aquest assumeix davant del fet fotografiat. Mostra una perspectiva personal des de la qual el fotògraf ensenya fenòmens amb una emocionalitat tècnica, creativitat i estètica determinada.
S'entén aquest tipus de fotografia com un treball purament de l'autor. Les seves imatges solen superar el documentalisme, esdevenint missatges culturals o ideològics. En aquest, els temps són molt més dilatats: generalment es realitzen en grans períodes on hi ha una extensa investigació, reflexió i una certa participació vivencial del fotògraf amb el tema retratat.
Aquesta modalitat ofereix una gran llibertat creativa, temàtica i expressiva. Aquest fet té com a conseqüència que s'obrin moltes possibles discussions i debats entorn dels temes tractats per l'assaig. A causa de la seva temàtica, el seu públic i canals de difusió són més limitats que en altres tipologies de fotoperiodisme. Generalment es porta al públic mitjançant galeries, museus, revistes especialitzades, centres culturals...
L'assaig fotogràfic té moltes similituds amb la seva expressió escrita: les imatges que l'integren tenen una estructura lògica amb un discurs jerarquitzat en temes, arguments i punts de vista. Les relacions que s'estableixen entre les imatges i els temes suggereixen seqüències, semblances i emfatitzen punts de vista, entre d'altres.
Un exemple d'aquesta tipologia és la fotògrafa Graciela Iturbide.

### Foto il·lustració
Tot i que la foto il·lustració es defineix com una categoria dins la fotografía de premsa, actualment hi ha un debat sobre si considerar aquesta com una tipologia del fotoperiodisme o entendre-la com un gènere a part.
Denominat per Pepe Baeza, aquest terme el podem definir com tota imatge fotogràfica, ja sigui composta per fotografies en collage, muntatge; o imatges combinades amb altres elements gràfics que compleixen la funció clàssica de la il·lustració. La finalitat d'aquesta s'entén com la millor comprensió d'un objecte, fet, concepte o idea, ja sigui amb una representació mimètica o bé representant els trets essencials per a la seva comprensió.
La tipologia comentada es caracteritza per dependre d'un text previ que marca i origina la imatge, de manera que la foto il·lustració ha d'explicar aquest per a que el destinatari es pugui apropar d'una manera el més objectivà possible als seus continguts. Normalment té una vocació didàctica o divulgativa, i es troba lligada al desenvolupament dels nous models de premsa. Així i tot, no té cap mena d'intenció lligada a la representació d'una realitat social, ni es refereix a notícies, ja que el seu objectiu més que informar és il·lustrar, ajudar a entendre o motivar.

## El fotoperiodisme a Catalunya
Amadeu Mauri i Adolf Mas van ser els primers fotògrafs –retratistes professionals– que van fer incursions en el terreny del reportatge gràfic i van deixar com a llegat testimonis de l'època d'un valor incalculable.
Les primeres publicacions que van començar a reproduir fotografies a les seves pàgines van ser els setmanaris i quinzenaris il·lustrats; tot i el seu marcat estil periodístic, la immediatesa no era encara una premissa. El primer reportatge gràfic publicat a Catalunya va aparèixer al setmanari La Ilustración, en quatre entregues, al febrer del 1885. Signat per Heribert Mariezcurrena, en total s'hi van publicar 44 fotografies d'un terratrèmol ocorregut setmanes abans a la província de Màlaga.
Els pares del fotoperiodisme català van ser Josep Brangulí i Alexandre Merletti. El primer havia estat gravador però a partir del 1899 es va dedicar al fotoperiodisme i les seves imatges van començar a publicar-se amb periodicitat a La Hormiga de Oro i a Ilustración Española y Americana. També va col·laborar amb diaris com La Vanguardia o El Noticiero Universal en règim de freelance fins que va entrar com a fotògraf de plantilla d'El Correo Catalán. Alexandre Merletti va iniciar la seva feina com a fotoperiodista al final de la dècada del 1900 i va ser l'autor de la primera fotografia feta a Europa en un tribunal, durant el consell de guerra a Francesc Ferrer i Guàrdia pels fets de la Setmana Tràgica del 1909. La importància d'aquesta fotografia té l'origen en el fet que, tot i la prohibició de fer-ne en un tribunal, Merletti, conscient de l'interès noticiable del procés, va enginyar-se-les per aconseguir una instantània. Avui dia molts fotoperiodistes arrisquen la vida amb l'únic objectiu de donar testimoni de fets que, altrament, no es podrien conèixer mai.
Josep Maria Co de Triola és el primer fotoperiodista que es va especialitzar en l'esport a partir del principi del segle xx, tot just quan començava a esdevenir un fenomen de masses. El Mundo Deportivo, que arrenca el 1906, va ser el primer diari –setmanari els primers anys– monogràfic dedicat a l'esport.
La nissaga de fotoperiodistes més importants de Catalunya va tenir els inicis en Carlos Pérez de Rozas, abans de la Guerra Civil espanyola. Amb el temps, dos dels seus germans i els cinc fills van treballar a l'agència familiar. Signaven les fotografies només amb el cognom.
El fet que aquests fotògrafs trobessin una sortida professional a la premsa es deu principalment a dos factors. Per una banda, als avenços tecnològics a les rotatives de diaris com La Vanguardia, que el 1910 va introduir el fotogravat (reproducció de les fotografies mitjançant plaques d'impressió). Poc després, El Día Gráfico va començar a fer servir el rotogravat (mitjançant el qual s'obté un cilindre en profunditat que permet la còpia d'imatges en bobines), tecnologia que anys més tard arribaria també a 'La Vanguardia' i que continuaria utilitzant-se fins al 1989.
Però l'altre factor, fins i tot més determinant, cal trobar-lo en la demanda social de les imatges a la premsa diària. La fotografia ja no era nova per al ciutadà, que es va adonar dels valors de testimoni i veritat que afegia a la premsa escrita. A través d'aquest nou llenguatge, el gràfic, coneixia de primera mà uns esdeveniments que durant el primer terç del segle XX eren cada cop més convulsos.
Les quatre primeres dècades del segle xx van assistir, doncs, al naixement del periodisme gràfic i van ser novament dos fets de naturalesa tecnològica i sociopolítica els que el van fer evolucionar cap al fotoperiodisme modern. El 1925, Oscar Barnack va treure la Leica, una càmera petita i discreta, que utilitzava rodets de 35 mil·límetres i permetia 36 instantànies a cada càrrega, molt ben acollida entre els fotoperiodistes.
La Guerra Civil espanyola és l'altre fet que marca l'inici del fotoperiodisme modern. És el primer conflicte bèl·lic amb cobertura massiva per la premsa de tot el món. No només hi van treballar els fotògrafs locals, que van tenir el privilegi de poder retratar els primers fets, sinó també molts fotoperiodistes estrangers, autors d'extraordinaris reportatges fets en molts casos des del bàndol republicà. El cofundador de l'agència Magnum, Robert Capa, que va fotografiar els bombardejos de Barcelona i les caravanes de Tarragona a la Ciutat Comtal, entre altres reportatges, n'és un dels més destacats.
La figura d'Agustí Centelles va emergir per sobre de la resta de fotoperiodistes locals durant la Segona República. Dos anys abans de la guerra havia comprat una Leica i ja aleshores va començar a col·laborar amb 'La Vanguardia', 'Diario de Barcelona', 'Última hora', 'La opinión' i d'altres publicacions de l'època. El 19 de juliol de 1936, dia de l'alçament de les tropes colpistes a Barcelona, Centelles no va dubtar a agafar la càmera per donar testimoni dels fets i, al carrer Diputació, va fer la seva foto més coneguda. La instantània, on es poden veure tres guàrdies d'assalt de la Generalitat atrinxerats amb els fusells darrere d'un cavall mort, va ser portada de la prestigiosa revista nord-americana 'Newsweek'. El 1937 Centelles va ser cridat a files i el Comissariat de Propaganda el va destinar al front d'Aragó i Lleida, on va fer excel·lents reportatges. Poc abans d'acabar la guerra, Centelles va marxar a l'exili amb una maleta que contenia més de quatre mil negatius, per evitar represàlies feixistes contra els combatents republicans, i que no va reaparèixer fins després de la mort de Franco.
Aquest fet, unit al seu deure al front que li impedia més llibertat de moviment, són els causants de la minsa projecció internacional que va tenir. Agustí Centelles és considerat, gràcies a les seves aportacions innovadores en el camp del periodisme gràfic, el pare del fotoperiodisme modern a Catalunya.
El fotoperiodisme català, que fins a la Guerra Civil havia evolucionat a un ritme similar al de la resta d'Europa, pràcticament va desaparèixer del mapa el 1939. Molts fotoperiodistes van marxar a l'exili. Els que es van quedar es van veure forçats a deixar la professió o a reconduir-la a altres camps de la fotografia i els que van continuar van ser depurats pel règim.
Durant la dictadura franquista, la censura impedia la publicació de qualsevol reportatge gràfic crític amb el poder establert, però malgrat les dificultats, a partir dels anys cinquanta els fotògrafs catalans més destacats van adoptar una visió neorealista per documentar la realitat social del moment. Francesc Català-Roca, el més representatiu, va combinar les avantguardes europees amb la fotografia documental i va fer de pont per a la nova generació de fotoperiodistes de final del règim i la Transició.
En el panorama internacional, molts fotògrafs van publicar a la dècada dels cinquanta els seus treballs més personals i van confirmar la importància de la interpretació subjectiva de la realitat en l'evolució de la fotografia documental. A la Catalunya dels cinquanta i seixanta, Oriol Maspons, Ramon Masats, Eugeni Forcano, Julio Ubiña, Joan Colom, Xavier Miserachs i Ricard Terré, amb l'esmentat Català-Roca, van donar una visió pròpia i renovadora del país a través del seu treball fotoperiodístic.
A mesura que s'apropava la fi del règim, la censura es tornava cada cop més ineficaç i amb l'arribada de la democràcia es va recobrar la llibertat de premsa. Tot i la feblesa de la censura, les fotografies de les pallisses propinades per la policia a grups de manifestants amb actitud pacífica que Manel Armengol va fer a la manifestació del primer de febrer del 1976, no van veure mai la llum ni a Catalunya ni a l'estat espanyol, mentre que sí que es van publicar a la premsa estrangera.
Amb l'inici de la democràcia va augmentar el nombre de publicacions que, en el cas de la premsa generalista, responia en part a la demanda de la societat civil d'uns mitjans de comunicació lliures de tota censura. Diaris com l'Avui, El Periódico de Cataluña o El País van aparèixer durant la Transició amb un planter de fotògrafs i col·laboradors més o menys nombrós i una estructura a la secció de fotografia que demostrava la importància creixent de la imatge. Els Jocs Olímpics de Barcelona també van tenir un paper important en l'augment del pes específic de la fotografia a la premsa.
L'interès a donar ampli testimoni dels esdeveniments a Catalunya i a tot el món, afavorit per la recuperada llibertat de premsa, van ser cabdals perquè els fotoperiodistes més destacats dels darrers anys hagin aportat treballs de gran qualitat. Joan Guerrero, Paco Elvira, Kim Manresa, Sergi Reboredo, Txema Salvans, Sandra Balsells o Tino Soriano són alguns dels grans fotoperiodistes del nostre país, que combinen el treball a la premsa amb reportatges personals que, massa sovint, els ha suposat arriscar la pròpia vida en conflictes bèl·lics d'arreu.
Actualment, dos nous avenços tecnològics –la fotografia digital i Internet–impulsen un canvi de direcció en el fotoperiodisme, on els continguts multimèdia són el nou format de presentació per a la premsa en línia, cada vegada més estesa.

## Altres dades d'interès

### Agències
- Associated Press
- Magnum Photos

### Associacions
- La Foto BCN

### Certàmens i trobades
- Encuentro Internacional de Fotoperiodismo Ciudad de Gijón
- Rencontres internationales de la Photographie d'Arle
- Rencontres africaines de la Photographie, a Bamako
- Visa pour l'Image, a Perpinyà
- PHotoEspaña, a Madrid

### Pel·lícules relacionades
- Harrison's Flowers (2000), d'Elie Chouraqui, sobre el fotoperiodista Harrison Lloyd, guanyador d'un Premi Pulitzer
- Salvador (1986), d'Oliver Stone
- Territorio comanche (1996), de Gerardo Herrero i basada en la novel·la de Arturo Pérez-Reverte. Amb Carmelo Gómez en el paper de fotoperiodista de guerra
- The Public Eye (1992), de Howard Franklin. Amb Joe Pesci interpretant el fotògraf de premsa Weegee
- Under Fire (1983), de Roger Spottiswoode
- War Photographer (2003), documental de Christian Frei sobre el fotoperiodista James Natchway

### Premis
- FotoPres
- Premi Nadar
- Premi Ortega y Gasset
- Premi Nacional de Fotografia
- Premi Pulitzer
- World Press Photo

### Publicacions
- Life
- Paris-Match
- National Geographic
- Newsweek
- Photo
- Regards